# António Joaquim Durães
António Joaquim Durães (Paços, Melgaço, 4 de outubro de 1857 - Vila, Melgaço, 17 de maio de 1907) foi um advogado e político português, que, entre outras funções, exerceu como governador civil do Distrito da Horta e do Distrito de Évora.

## Biografia
Natural da antiga freguesia de Paços, em Melgaço, António Joaquim Durães nasceu a 4 de outubro de 1857, sendo filho de João Manuel Durães e de Francisca Caetana Pires, ambos naturais do lugar de Sá, em Paços, e proprietários de terras.
Depois dos estudos primários e secundários, durante os últimos anos da década de 1870, ingressou na Faculdade de Direito da Universidade de Coimbra, onde concluiu o grau de bacharel em Direito no ano de 1881. Foi aluno de António de Assis Teixeira de Magalhães, conde de Felgueiras, e de José Frederico Laranjo, tendo ainda sido colega de turma de António Rodrigues Centeno, Narciso Cândido Alves da Cunha, José Marcelino de Sá Vargas, José de Abreu do Couto Amorim Novais, Francisco de Campos Ferreira Lima, 2º visconde de Ferreira Lima, João Filipe Osório de Meneses Pita, 2.º visconde e 1.º conde de Proença-a-Velha, António Maria Vieira Lisboa e de Joaquim e Alexandre Ferreira Cabral Pais do Amaral, ambos irmãos de António Amaral, deputado e Ministro das Obras Públicas e Ministro da Marinha e Ultramar durante os anos finais da Monarquia Constitucional Portuguesa.
Após concluir os seus estudos, regressado a Melgaço, exerceu como conservador do registo predial, notário e chefe da delegação de Melgaço do Partido Progressista, fundou o periódico "O Melgacense", do qual era co-proprietário, e em 1888 foi transferido para a Conservatória do Registo Predial de Vila Pouca de Aguiar. 
A 21 de maio de 1888 casou com Beatriz Augusta Ribeiro Lima (1870-1898), filha do comendador Carlos João Ribeiro, natural da mesma terra natal. Enviuvando em 1894, do seu primeiro casamento apenas teve um filho, António Augusto Durães (1891-1976), que seguiu as pisadas do pai, tornando-se advogado, administrador de concelho, governador de Benguela, político militante do Partido Republicano Português e posteriormente do Partido Democrático. Anos mais tarde, foi nomeado administrador do concelho de Melgaço, cargo que ocupou entre 1897 e 1900. Casando novamente a 31 de março de 1898 com Emília de La Sallete de Barros (1873-1955), sua prima em segundo grau, natural de Santos-o-Velho, Lisboa, teve seis filhos, Abel Augusto de Barros Durães, oficial da marinha, João de Barros Durães, farmacêutico, político e também administrador do concelho de Melgaço, José Joaquim de Barros Durães, advogado, Judite de Barros Durães, Maria Emília de Barros Durães e Maria Leonor de Barros Durães.
Após a queda do governo regenerador de Ernesto Hintze Ribeiro, em outubro de 1904, e a exoneração do Visconde de Leite Perry, a 24 de novembro de 1904 António Joaquim Durães foi oficialmente nomeado pelo Ministro do Reino António Augusto Pereira de Miranda para ocupar o cargo de governador civil do Distrito da Horta, prestando juramento a 12 de dezembro desse mesmo ano, sem no entanto saber que tal decisão não ia de encontro com os desejos dos progressistas locais, liderados pelo conselheiro Miguel António da Silveira que viajou para Lisboa para impedir a nomeação do político minhoto junto do Presidente do Ministério José Luciano de Castro, justificando que as eleições para os deputados ocorreriam a 12 de fevereiro de 1905 e que seria recomendável deixar o secretário-geral do governo civil Urbano Prudêncio da Silva provisoriamente como governador interino até estas se realizarem. Após as eleições, José Luciano de Castro procedeu com uma remodelação ministerial, exonerando António Joaquim Durães do cargo de governador civil do Distrito da Horta a 4 de julho de 1905, sem que este tivesse exercido um único dia o cargo para o qual havia prestado juramento. De modo a não criar conflitos políticos dentro do próprio partido, nesse mesmo dia o Presidente do Ministério nomeou-o para o cargo de governador civil do Distrito de Évora, cargo que desempenhou funções até 20 de março de 1906, tornando-se posteriormente juiz auditor do Distrito de Braga.
Faleceu a 16 ou 17 de maio de 1907 na sua residência, situada na Rua Nova do Melo, em Melgaço, sendo sepultado no cemitério municipal da mesma localidade.